# ONE-NET
ONE-NET er en open-source standard for trådløse datanet. 
ONE-NET blev designet til at være billig, lav effekt (batteridrevet) datanet for anvendelserne såsom bygningsautomatik, sikkerhed og overvågning, apparatstyring - og sensordatanet. ONE-NET er ikke bundet til noget proprietært hardware eller software - og kan implementeres med mange billige og let tilgængelige radiotransceivere og mikrocontrollere fra flere forskellige producenter.